# Градско
 Тази статия е за селото в България.  За селото в Северна Македония вижте Градско (община Градско).  
Градско е село в Югоизточна България. То се намира в община Сливен, област Сливен.

## География
Село Градско се намира в планински район.

## История
Данни за село Градско датират още от римско време. Но местоположението му от този период не е известно. Смята се, че около XIII-XIV век се е намирало на югоизток от днешното му разположение, близо до село Новачево. Но поради тежка болест, надвиснала над селото и довела до смъртта на много хора, останалите били принудени да се преместят на по-голяма височина. Населението е съставено главно от българи и турци.

## Обществени институции
- Читалище „Искра“.
- Черква „Света Неделя“ - строежът й започва през 2006 година, осветена е през 2014 от Сливенския митрополит Йоаникий[2].

## Културни и природни забележителности
Селото може да се похвали с красивата си природа. Градско е подходящо за развитие на селски туризъм, дарено е с пищни природни гледки, богат растителен и животински свят.